# 八戸市立図南小学校
八戸市立図南小学校（はちのへしりつ となんしょうがっこう）は、青森県八戸市にある公立小学校。

## 校名の由来
校名の「図南」の意味は、荘子（中国の戦国時代の思想家）の「逍遙遊」からとったもので、鵬が南方に翼を広げようとする意から、大志をいだき大事業をしようとこころみることという意味である。

## 沿革
- 1978年（昭和53年）
  - 4月1日 - 開校、第1期工事校舎竣工。
  - 4月6日 - 開校式挙行。
  - 4月27日 - PTA創立。
  - 6月1日 - 第2期工事校舎竣工。
  - 8月5日 - 水泳プール竣工、プール開き式挙行。
  - 12月15日 - 屋内体育館竣工。
- 1979年（昭和54年）2月26日 - 校舎落成・校旗樹立・校歌制定の各記念式典挙行。
- 1980年（昭和55年）12月13日 - 図南小前歩道橋竣工渡りはじめ式
- 1991年（昭和56年）
  - 2月28日 - 体育館に油絵「春遠からじ」掲げる。
  - 4月1日 - 根城小学校笹子分校を統合。
- 1997年（昭和62年）10月3日 - 創立10周年記念式典挙行、10周年記念緑化事業実施。
- 1988年（昭和63年）11月24日 - 全室にカーテン取り付け。
- 1990年（平成2年）
  - 3月30日 - 防風ネット取り付け工事。
  - 9月7日 - 前庭舗装完成。
- 1991年（平成3年）
  - 8月30日 - 校庭の樹木にネームプレート取り付け。
  - 11月29日 - 前庭の掲示板改修。
- 1992年（平成4年）
  - 6月13日 - 創立15周年記念事業として中庭の芝生張り替え。
  - 6月22日 - 航空写真撮影。
- 1993年（平成5年）
  - 6月17日 - プール腰洗い場・給水等の改修。
  - 10月24日 - お父さん委員会による生活科砂場設置。
  - 11月10日 - 校庭全面改良工事。
- 1994年（平成6年）
  - 2月6日 - 渡り廊下防雪壁取り付け工事。
  - 12月10日 - 教室等床張り替え工事、北海道東方沖地震被災補修工事。
  - 12月28日 - 21時19分頃に三陸はるか沖地震発生（八戸:震度6）。
- 1995年（平成7年）
  - 2月3日 - 校庭砂塵防止のため散水設備工事開始。
  - 3月31日 - 地震被害復旧工事完成、散水設備工事完了。
  - 11月21日 - 三陸はるか沖地震により被災したプール工事完了。
- 1996年（平成8年）6月21日 - プール部分塗装完了。
- 1997年（平成9年）
  - 5月11日 - 中庭芝生全面張り替え工事完了。
  - 6月6日 - 創立20周年記念航空写真撮影。
  - 9月14日 - 一校舎・二校舎玄関改修工事完了。
  - 11月14日 - 創立20周年記念式典。
- 2002年（平成14年）
  - 6月14日 - プールサイド補修工事完了。
  - 6月19日 - 創立25周年記念航空写真撮影。
  - 8月5日 - 二校舎～体育館の間の渡り廊下可動式防風カーテン取り付け。
  - 9月12日 - パソコン設置20台。
  - 12月26日 - 二校舎1・2階教室掲示板・壁面改修工事完了。
- 2003年（平成15年）
  - 1月12日 - 二校舎昇降口改修工事完了。
  - 9月18日 - パソコン配線工事（職員室、事務室、図書室、パソコン室）。
  - 10月7日 - テント寄贈（群南ライオンズクラブ）。
- 2004年（平成16年）8月4日 - プレハブ小屋設置（PTA30周年記念事業）。
- 2005年（平成17年）
  - 3月3日 - 外灯の自動化工事完了（市教委）。
  - 4月2日 - プールトイレ簡易水洗化工事完了（市教委）。
- 2006年（平成18年）5月2日 - 青少年赤十字登録式。
- 2007年（平成19年）
  - 2月28日 - 電子錠及びインターホン設置。
  - 3月8日 - 防球ネット工事完了。
  - 6月28日 - 30周年記念航空写真撮影。
  - 11月16日 - 創立30周年記念式典。
- 2009年（平成21年）8月3日 - 6日まで、校舎耐震診断工事。
- 2010年（平成22年）
  - 3月4日 - 野球バックネット、校庭防塵ネット、北側フェンス、浄化水槽施設用フェンス工事完了。
  - 12月13日 - 耐震工事開始（職員室・音楽室・備品室・1校舎トイレ）。
- 2011年（平成23年）
  - 3月11日 - 14時46分頃に東日本大震災発生（八戸:震度5強）。
  - 4月1日 - 番屋小学校を統合。
  - 12月19日 - 体育館耐震工事完了。
- 2013年（平成25年）
  - 2月22日 - 避難所開設用発電機設置。
  - 4月1日 - 特別支援学級開設。
- 2015年（平成27年）
  - 3月10日 - キュービクル改修工事完了。
  - 11月19日 - タブレットパソコン20台設置。
- 2016年（平成28年）8月20日 - 2校舎、体育館トイレ改修工事完了。
- 2017年（平成29年）
  - 5月13日 - 各教室でデジタルテレビ設置および関連放送設備工事（創立40周年記念事業）。
  - 11月18日 - 各教室網戸設置（創立40周年記念事業）。
  - 12月1日  - 創立40周年記念式典。
- 2019年（令和元年）
  - 8月10日 - グランド散水用水道設置。
  - 8月23日 - 保健室エアコン取り付け設置。

## 学区
休場、大杉平、二ツ屋、板橋、泉町、笹子、鍛冶畑、南藤子、天狗沢、番屋、鴨平、土橋。

## アクセス
- 南部バス（岩手県北自動車南部支社）「二ツ家」停留所下車。
  - JR・青い森鉄道八戸駅、JR本八戸駅から、上述の路線バスを利用。

## 周辺
- 国道340号
- 青森県道29号八戸環状線
- 南部バス（岩手県北自動車南部支社）八戸営業所
- 東北電力八戸ヘリポート
- 社会福祉法人合歓の木会図南幼稚園